# Braunschweigi Ottó tarantói herceg
Braunschweigi Ottó (1320 – Foggia, 1399. május 13.), németül: Otto von Braunschweig-Grubenhagen, olaszul: Ottone di Brunswick-Grubenhagen, születése jogán braunschweig-grubenhageni herceg, gyámfia nevében a Montferrati Őrgrófság régense és második házassága révén a Nápolyi Királyság királynőjének a férje és Tarantói Hercegség hercege. Braunschweigi Helvis ciprusi királyné nagybátyja és Braunschweigi Irén (Adelhaid) bizánci császárné unokaöccse. VIII. Vilmos montferrati őrgróf ükunokája és I. Johanna nápolyi királynő negyedik férje.

## Élete
Édesapja I. Henrik braunschweig-grubenhageni herceg, édesanyja Brandenburgi Judit (Jutta). Féltestvére, Fülöp címzetes jeruzsálemi hadsereg-főparancsnok révén Braunschweigi Helvis ciprusi királyné nagybátyja volt.
1352-ben feleségül vette Vilaragut Jolánt, III. Jakab mallorcai király özvegyét. Házasságuk gyermektelen maradt, de feleségének mostohagyermekeiről közösen gondoskodtak. Jolán királyné mostohalányát, Aragóniai Erzsébet (Izabella) mallorcai királyi hercegnőt 1358-ban összeházasították Braunschweigi Ottó montferrati rokonával, a Palaiologosz-házi II. János montferrati őrgróffal, mely házasságból öt gyermek született.
Mostohafia, a mentálisan retardált IV. Jakab címzetes mallorcai király, akinek az elszenvedett lelki kínzások mély nyomot hagytak a lelkében, melyeket a nagybátyja, IV. Péter aragóniai király követett el rajta, amikor 12 éves korától 13 éven keresztül egy vasketrecben tartotta a mallorcai trónörököst, csak 1362-ben szabadult meg a fogságból. 1363-ban a testileg jó fizikumú Jakabot összeházasították a nála 11 évvel idősebb I. Johanna nápolyi királynővel V. Orbán pápa ajánlására. A házasság, úgy tűnt, minden nehézsége ellenére szerencsés az utódlás tekintetében, mert a királynő hamarosan teherbe esett, de az örömbe üröm vegyült, hiszen nem tudta kihordani a gyermekét, és elvetélt. Ekkor végleg megromlott a házastársak közötti kapcsolat, és férje dührohamai miatt az életéért aggódó Johanna száműzte férjét, aki elvesztett országáért harcolt a nagybátyjával, majd e küzdelem közepette vesztette életét 1375-ben.
Időközben meghalt Jolán királyné 1372-ben vagy még pár évvel korábban, majd özvegye Ottó 1376. március 25./28-án Nápolyban feleségül vette mostohafiának özvegyét, a negyedszer is a további utódok születésének a reményébe vetett hittel házasodó, ötvenéves nápolyi királynőt, akinek ő megérte a végzetét. Braunschweigi Ottó mindkét házassága gyermektelen maradt, hiszen sem Jolán királyné, sem I. Johanna királynő nem fogant meg Ottótól.
Ottó herceg 1399. május 13-án Foggiában hunyt el, és a Foggiai Székesegyházban nyugszik, ahova néhány évtizeddel később Durazzói Rajnald capuai hercegnek, I. László nápolyi király természetes fiának a földi maradványait is örök nyugalomra helyezték.